# MT-ND1
MT-ND1 è un  gene mitocondriale. Esso è associato alla encefalopatia mitocondriale, acidosi lattica ed episodi di tipo ischemico.
Ricercatori dell'Università di Bologna hanno, nel settembre 2011, scoperto che questo gene ha un comportamento ambivalente, per questo è stato chiamato gene onco-Giano (da Giano); infatti, a bassa espressività codifica per forme tumorali ad alta espressività, invece, blocca lo sviluppo tumorale.
Lo studio effettuato su topi ha permesso di comprendere che le mutazioni del DNA mitocondriale o (mtDNA) sono considerate generalmente pro-cancerogene, ma sono anche caratteristiche dei tumori oncocitici che sono per lo più benigni.